# Aincourt

Brasão de armas de Aincourt.

Aincourt é uma comuna francesa, situada no departamento de Val-d'Oise na região de Île-de-France.